# Mačkovo Selo
Mačkovo Selo est un village de la municipalité de Petrinja (comitat de Sisak-Moslavina) en Croatie. Au recensement de 2011, le village comptait 36 habitants.